# خورشیدگرفتگی ۲۸ ژوئن ۱۹۰۸
خورشیدگرفتگی ۲۸ ژوئن ۱۹۰۸ (به انگلیسی: Solar eclipse of June 28, 1908) یک خورشیدگرفتگی از نوع خورشیدگرفتگی حلقه‌ای است. این خورشیدگرفتگی در تاریخ ۲۸ ژوئن ۱۹۰۸ میلادی (‎۷ تیر ۱۲۸۷ خورشیدی) روی داد که زمان اوج آن، ساعت ۱۶:۲۹:۵۱ به‌وقت ساعت هماهنگ جهانی بوده‌استو مدت زمان این خورشیدگرفتگی ۴ دقیقه و ۰ ثانیه بود.